# Netlog
Netlog（前身为Facebox和Redbox）这个锁定欧洲年轻人的社交网络网站，于2004年创建于比利时的根特。创始人为Lorenz Bogaert和Toon Coppens。 截至2009年上半年，已拥有4900万的注册用户，覆盖20个语种。
Netlog主要功能有 ，创建个人网页，扩大社会网络；发布个人音乐播放列表，分享影片；创建个人博客和加入群组（即所谓的「家族」）。家族的形式，可以作为公开的群组，或是仅限于私人的群体。目前，最大的私人家族由4100名成员组成，其名称也相当具有讽刺意味：反家族（Anti-clans）。每个成员都可以邀请其朋友加入他的个人网页，从而创造一个朋友和朋友网页相互间的网络链接。就在最近，截至2008年6月22日，一名叫Ma_planete的比利时人拥有了将近 1万2000个好友， 这创造了在单个网页上聚集最多朋友数的世界纪录。Netlog每月拥有超过1500万的访客数，总共创造了超过40亿的页面浏览量。

2015年Netlog正式关闭。

## 本土化
Netlog 的本土化技术，用以确保所有成员的个人档案的个性化、符合区域特性。这使得作为一名成员可进行地区化的搜索，获得社群概况和成员信息，并且只显示其限定的某年龄范围和地区内的成员。 
Netlog设有中文站点，在中国大陆可以直接访问。Netlog是少有的几个可以在中国大陆直接访问的境外社交网站。

## 历史
Netlog（前身为 Facebox 和Redbox），从Index Ventures那筹集了500万欧元（折合680万美金）的资金。而Index Ventures也投资了Last.fm、易趣和Skype，它允许 Netlog 持续扩张，加入更多国家，更多语言，同时建立他们的商业运行。他们的网络社区提供给广告商一个宽广的平台，Netlog也允许用户购买积分扩大他们的地盘，Netlog自然也可以从那里赚取一些收入。Netlog创建了一个网络互动社区，它横跨欧洲多个国家，分别使用各自的语言，从英语到荷兰语再到葡萄牙语，要让用户能够互相沟通，而不考虑语言障碍。

2015年Netlog正式关闭。

## 相关内容
- 社交网络网站列表（英文版）（页面存档备份，存于）
- 社会性网络
- 社会性软件

## 其他链接
- Netlog 中文官方主页（页面存档备份，存于）
- Netlog 公司主页
- Incrowd site - news page
- Mashable's Social Networking Awards 2006（页面存档备份，存于）
- Facebox - Insane growth?（页面存档备份，存于）
- Facebox - Alarm:Clock
- Red Herring Top 100 Europe Awards (winner), April, 2007